# Brizambourg
Brizambourg là một xã trong tỉnh Charente-Maritime trong vùng Nouvelle-Aquitaine tây nam nước Pháp. Xã này nằm ở khu vực có độ cao trung bình 53 mét trên mực nước biển. Dân số năm 1999 là 763 người.